# Zoltán Schenker
Zoltán Ozoray Schenker (en hongarès: Ozoray Schenker Zoltán) (Váradszentmárton, Romania, Imperi Austrohongarès, 13 d'octubre de 1880 - Budapest, 25 d'agost de 1966) va ser un tirador hongarès que va competir durant el primer quart del segle xx. El seu pare era saxó de Transsilvània i la seva mare membre de la noblesa hongaresa.
El 1912 va prendre part en els Jocs Olímpics d'Estocolm, on disputà tres proves del programa d'esgrima. Guanyà la medalla d'or en la prova de sabre per equips, mentre en les proves individuals de sabre i floret fou quart i quedà eliminat en sèries respectivament.
Dotze anys més tard, el 1924, als Jocs de París, disputà quatre proves del programa d'esgrima. En la prova de sabre per equips guanyà la medalla de plata i en la floret per equips la de bronze. En la prova de sabre individual fou quart, mentre en la de floret individual quedà eliminat en sèries.
El 1928, amb 47 anys, disputà els seus tercers i darrers Jocs Olímpics. Disputà la prova de floret individual, però quedà eliminat en semifinals.